# Uno per tutte
Uno per tutte è un brano musicale scritto da Tony Renis, Alberto Testa  e Mogol, presentato al Festival di Sanremo 1963 nell'interpretazione dello stesso Renis, tornato alla manifestazione dopo il successo di Quando quando quando, e di Emilio Pericoli.

## Il brano
È il secondo brano con cui Mogol vince il festival ligure dopo Al di là.
Il brano accede all'Eurovision Song Contest 1963, aggiudicandosi il 3º posto nell'interpretazione di Pericoli.

## Edizioni
- 1963 - Tony Renis Uno per tutte/Le ciliege (vinile 45 giri 17,5 cm[2])
- 1963 - Emilio Pericoli Uno per tutte/Sull'acqua (vinile 45 giri 17,5 cm[3])
- 1963 - Louis Neefs Claudia (Uno per tutte)/Wat Zou De Wereld Zonder Liefde Zijn[4]
- 1963 - Willy En Willeke Alberti Uno per tutte/Non costa niente[5]
- 1963 - Tony Renis Quando, quando, quando (LP, Brasile/Uruguay)
- 1963 - Emilio Pericoli Canzone!Canzone!Canzone! Vol. 4 (LP)[6]
- 1963 - Emilio Pericoli Uno per tutte/Sull'acqua/Dentro di me/Ciao, baby ciao (EP, Spagna[7])
- 1963 - Tony Renis Uno per tutte/Le ciliegie/Perché perché/Gli innamorati sono angeli (EP 7", Italia/Portogallo/Svezia)
- 1963 - Tony Renis Uno per tutte/Perché perché/Quando, quando, quando/Dancing (Tango per favore) (EP 7", Sudafrica)
- 1963 - Tony Renis Perché perché/Tango, per favore/Uno per tutte/La tua mano (EP 7", Francia)

## Classifica annuale
| Classifica (1963) | Posizione | Artista         |
| ----------------- | --------- | --------------- |
| Italia            | 25        | Tony Renis      |
| Italia            | 78        | Emilio Pericoli |